# Oscar
Els Premis de l'Acadèmia (en anglès: Academy Awards), més coneguts com a Òscars, són uns premis cinematogràfics atorgats anualment per l'Acadèmia de les Arts i les Ciències Cinematogràfiques (en anglès AMPAS) a Los Angeles (Califòrnia). Aquesta organització, que l'any 2002 superava els 6.000 membres, està formada per professionals del cinema en les seves diverses especialitats, com ara productors, directors, actors, guionistes, directors de fotografia i molts d'altres.
El premi és una estatueta daurada que representa un home sostenint una espasa.

## Origen del nom
Tot i que el veritable origen de l'enigmàtic nom "Òscar" que dona nom als premis és incert, la teoria més coneguda és que la secretària executiva de l'Acadèmia de les Arts i Ciències Cinematogràfiques, Margaret Herrick, en veure el premi per primera vegada li va recordar el seu oncle Oscar. El comentari va transcendir gràcies al columnista Sidney Skolsky, present en aquell moment, que va prendre el nom com a referència al premi en els seus articles.

## Història
La primera cerimònia de lliurament dels premis de l'Acadèmia va tenir lloc el 16 de maig de 1929 a l'hotel Hollywood Roosevelt, transcorrent sense sobresalts en conèixer els noms dels premiats des del 18 de febrer. La festa realitzada després de la cerimònia es va realitzar a l'hotel Mayfair.
Al concurs es presentaven originalment les pel·lícules estrenades a Los Angeles des de l'1 d'agost, fins al 31 de juliol de l'any anterior a la cerimònia de lliurament dels premis. Per als premis de 1933 es va acordar perllongar el termini d'estrena fins al 31 de desembre de 1932, data que es va mantenir a partir d'aquell moment. D'aquesta manera, a partir de 1934 concursen les pel·lícules estrenades entre l'1 de gener i el 31 de desembre.
La condició que les pel·lícules havien d'haver estat projectades a Los Angeles va provocar que Charles Chaplin obtingués, el 1973, l'Òscar a la millor banda sonora per Limelight, una pel·lícula que havia estat realitzada el 1952.
L'elecció dels guanyadors es realitza en dues etapes. En la primera són nominats a l'Òscar cinc possibles guanyadors. Aquesta nominació la realitzen els membres de l'Acadèmia que pertanyen a la mateixa especialitat dels nominats. Així, per exemple, els actors voten als actors que són nominats, els guionistes als guionistes, i així successivament. Per contra el guanyador en cada categoria és triat per la totalitat dels membres de l'Acadèmia, sigui quina sigui la seva especialitat. Totes les votacions es fan en secret i la dels guanyadors, de manera que cap membre de l'Acadèmia coneix els resultats. Per a això, intervé una prestigiosa empresa d'auditoria, que és l'encarregada de fer el recompte dels vots. Fins al moment de la cerimònia, en el qual són presentats els nominats de cada categoria i és obert el sobre lacrat amb el nom del guanyador, només existeixen especulacions.

### Categories
| Categoria                       |
| ------------------------------- |
| Millor Pel·lícula               |
| Millor Director                 |
| Millor Actor                    |
| Millor Actriu                   |
| Millor Actor Secundari          |
| Millor Actriu Secundaria        |
| Millor Fotografía               |
| Millor Direcció Artística       |
| Millor Pel·lícula d'Animació    |
| Millor Canço Original           |
| Millor Guió Original            |
| Millor Guió Adaptat             |
| Millor Direcció Artística       |
| Millor Curmetratge d'Animació   |
| Millor Llargmetratge Documental |
| Millors Edectes Visuals         |
| Millor Curtmetrarge             |
| Millor Vestuari                 |
| Millor Curtmetratge Documental  |
| Millor Muntatge                 |
| Millor Maquillatge              |
| So                              |

### Cronologia de fets destacats

#### Dècada del 1920
- 1929
  - Se celebra la primera entrega de premis, amb les categories de actor, actriu, director, disseny de producció, fotografia, guió adaptat, pel·lícula i honorífic o especial (fins avui), argument (fins 1956) i qualitat artística de producció, director de pel·lícula de comèdia i efecte d'enginyeria (només aquest any)
  - Els guanyadors es publicaren 3 mesos abans de la cerimònia
  - Les pel·lícules estrenades els 2 anys anteriors eren elegibles (fins al 1934)
  - Jeanne Eagles és la primera dona nominada a títol pòstum a millor actriu
  - Emil Jannings (nascut a Suïssa) és el primer alemany guanyador del premi al millor actor
  - William A. Wellman és el primer director no nominat al seu premi i guanyador al de la millor pel·lícula
  - The Hollywood revue of 1929 és l'única revista nominada a millor pel·lícula
  - Mary Pickford és la primera canadenca nominada i guanyadora de l'Oscar a la millor actriu (per Coquette)[5]

#### Dècada del 1930
- 1930
  - Els guanyadors es publicaren a la premsa a les 23 hores, durant la cerimònia (fins al 1940)
  - S'introdueix la categoria de curtmetratge d'animació
  - Greta Garbo és la primera nòrdica nominada a millor actriu
  - The Broadway melody és la primera guanyadora sense rebre cap altre premi i la primera sonora
  - Disraeli és el primer remake nominat a millor pel·lícula.

- 1931
  - S'introdueix la categoria de curtmetratge de ficció i els premis científics i tècnics, dividits en 3 categoriesː Mèrit científic o tècnic (estatueta), Assoliment científic o tècnic (placa) i Premi tècnic (reconeixement verbal)
  - Jackie Cooper (9 anys) és el primer noi nominat a millor actor i el més jove[6][7]
  - Norman Taurog és el director més jove (32 anys) guanyador del premi de la categoria
  - Cimarron, és la pel·lícula guanyadora amb la recaptació més baixaː 1.380.000 dòlars, el primer western guanyador i la primera nominada als 5 premis grans (pel·lícula, director, actor, actriu i guió)
  - Trader Horn és la primera nominada a millor pel·lícula rodada fora dels Estats Units (Àfrica i Mèxic)
  - Skippy és l'única basada en un còmic nominada a millor pel·lícula
  - Ha nascut una estrella és la primera nominada a tot color
  - Harry d'Abbadie d'Arrast és l'únic llatinoamericà (argentí) nominat al premi de millor argument.

- 1932
  - S'introdueix la categoria de curtmetratge-novetat (fins al 1935)
  - Grand hotel és l'única guanyadora de l'Oscar a la millor pel·lícula sense cap altra nominació
  - Edmund Goulding és el segon director no nominat al seu premi i guanyador al de la millor pel·lícula
  - Fredic March i Wallace Beery primer Oscar compartit (actor).[8]

- 1933
  - S'introdueix la categoria de ajudant de direcció (fins al 1937)
  - Va succeir una nit primera que s'enduu els 5 premis grans (pel·lícula, director, actor, actriu i guió) i la primera comèdia guanyadora
  - La vida privada d'Enric VII és la primera estrangera (britànica) nominada a millor pel·lícula
  - May Robson és la primera australiana nominada a millor actriu.

- 1934
  - S'introdueixen les categories de banda sonora, cançó original i muntatge.
  - S'introdueix el premi especial juvenil de l'Acadèmia (fins al 1960).
  - Claudette Colbert, primera francesa guanyadora del premi a la millor actriu.
  - Shirley Temple és la guanyadora més jove (6 anys), va rebre el primer premi juvenil.

- 1935
  - Es comença a elegir no més pel·lícules estrenades l'any anterior
  - S'introdueix la categoria de coreografia (fins al 1937)[9]
  - El somni d'una nit d'estiu és la primera adaptació de Shakespeare nominada a millor pel·lícula.

- 1936
  - S'introdueixen les categories de actor i actriu secundari; curtmetratge en 2 carrets (fins al 1956) curtmetratge a color (fins al 1937)
  - Gale Sondergaard, primera dona que guanya el premi a la millor actriu secundària en la seva primera pel·lícula
  - Basil Rathbone és el primer actor africà nominat
  - Luise Rainer, primera alemanya que guanya l'Oscar a la millor actriu
  - Dudley Nichols és el primer en refusar un Oscar
  - My man godfrey és la primera pel·lícula amb les 4 nominacions interpretatives i sense cap premi
  - Wallis Clark és el primer actor que apareix en 3 llargmetratges nominats a millor pel·lícula consecutius
  - The great Ziegfeld és la primera biogràfica premiada com a millor pel·lícula
  - Walter Huston és el primer canadenc nominat a millor actor principal (per Dodsworth).

- 1937
  - Luise Rainer, primera dona que guanya el premi a la millor actriu 2 anys consecutius

- 1938
  - S'introdueix el premi Irving Thalberg
  - La gran il·lusió (francesa) és la primera pel·lícula de parla no anglesa nominada al premi a la millor pel·lícula
  - Spencer Tracy, primer home que guanya l'Oscar al millor actor 2 anys consecutius
  - George Bernard Shaw és l'únic guanyador d'un Oscar sent a més Premi Nobel de Literatura
  - Michael Curitz és el primer director nominat per 2 pel·lícules en una sola edició
  - Frank Capra és el primer productor en una i director en l'altra de 2 premiades a la millor pel·lícula
  - No us l'endureu pas és la primera adaptació d'un premi Pulitzer guanyadora
  - Norma Shearer és la canadenca més vegades nominada (6) a millor actriu principal
  - Gene Lockhart és el primer canadenc nominat a millor actor secundari (per Algiers).

- 1939
  - S'introdueix la categoria de efectes visuals
  - Walt Disney enllaça 8 anys consecutius rebent fins a 10 premis, vuit d'ells al millor curtmetratge animat
  - Hattie McDaniel és la primera actriu negra guanyadora d'un Oscar i la primera nominada[10]
  - The rains came és la primera pel·lícula amb 6 nominacions sense incloure les 5 principals (pel·lícula, director, interpretacions i guió)
  - Vivien Leigh és el premi a millor actriu i la nominada amb la interpretació més llargaː 2 hores, 23 minuts i 32 segons
  - Allò que el vent s'endugué és la guanyadora més llargaː 224 minuts (238 si s'inclou l'obertura, el entre-acte i el tancament), la segona adaptació d'un premi Pulitzer i la primera guanyadora a tot color
  - Fay Bainter és la primera actriu nominada a les 2 categories interpretatives (guanyà la de secundària)
  - Clark Gable és el primer actor candidat de 2 pel·lícules amb les 5 nominacions "grans" (pel·lícula, director, actor, actriu i guió)
  - Harry Davenport és el segon i darrer actor que apareix en 3 llargmetratges nominats a millor pel·lícula consecutius
  - El màgic d'Oz és la primera infantil nominada a millor pel·lícula.

#### Dècada del 1940
- 1940
  - S'introdueix la categoria de guió original
  - David O. Selznick va produir 2 pel·lícules premiades amb l'Oscar en anys consecutius. No va rebre personalment les estatuetes perquè llavors se lliurava a l'estudi i no al productor
  - Walter Brennan és l'únic home guanyador de 3 Oscar al millor actor secundari
  - Rebecca és el primer thriller guanyador de l'Oscar a la millor pel·lícula
  - Judith Anderson és la primera australiana nominada a actriu secundària
- 1941
  - Es comencen a utilitzar els sobres tancats
  - S'introdueix la categoria de documental curt
  - John Ford, primer director en guanyar 2 anys seguits el premi de la categoria
  - Walter Brennan és el primer actor nominat 4 vegades a secundari
  - Walter Huston és l'únic canadenc nominat 2 vegades a millor actor principal
- 1942
  - Bette Davis és la primera dona nominada 5 anys consecutius a millor actriu[11]
  - Teresa Wright és la segona actriu nominada a les 2 categories interpretatives (guanyà la de secundària)
  - Mrs. Miniver és l'única pel·lícula amb 2 nominacions a millor actriu secundària
  - Claudine West és el primer guionista candidat de 2 pel·lícules amb les 5 nominacions "grans" (pel·lícula, director, actor, actriu i guió)
  - Emile Kuri és el primer director artístic llatinoamericà (mexicà) nominat
  - Kokoda front lineǃ és la primera pel·lícula australiana que guanya un Oscar (al millor documental)
  - John Farrow és el primer director australià nominat
- 1943
  - S'introdueix la categoria de documental llarg
  - Katina Paxinou, segona dona que guanya el premi a la millor actriu secundària en la seva primera pel·lícula
  - Greer Garson donà el discurs d'agraïment més llarg (vora 6 minuts)
  - Max Steiner és el primer compositor en 4 films amb l'Oscar a la millor pel·lícula
  - Lucile Watson és la primera canadenca nominada a millor actriu secundària
- 1944
  - Ingrid Bergman és la primera nòrdica guanyadora de l'Oscar a la millor actriu
  - Barry Fitzgerald és l'únic actor nominat a les 2 categories d'interpretació pel mateix paper
- 1945
  - Bette Davis és l'actriu més jove (36 anys) en ser nominada 7 vegades
  - Greer Garson és la segona i darrera dona nominada 5 anys consecutius a millor actriu
  - The bells of St. Mary's és la primera seqüela nominada a millor pel·lícula
  - Lleveu àncoresǃ és la primera nominada amb dibuixos animats i éssers humans
  - Ary Barroso amb Rio de Janeiro és el primer llatinoamericà (brasiler) nominat a millor cançó original
- 1946
  - Harold Russell és el primer home premiat amb el Oscar al millor actor secundari en la seva primera pel·lícula, l'únic amb més d'un premi d'interpretació (2) i el primer canadenc guanyador de l'Oscar a millor secundari
  - Angela Lansbury és l'actriu més jove (20 anys) en ser 2 vegades nominada
  - Claude Rains és el segon actor nominat 4 vegades a secundari
  - Gordon Hollingshead és el primer guanyador múltiple 2 anys consecutius
  - Laurence Olivier és el primer director estranger (britànic) d'una nominada a millor pel·lícula
- 1947
  - Paul Lerpae és el primer llatinoamericà i únic mexicà nominat a millors efectes visuals
  - School in the mailbox és el primer documental curt australià nominat
- 1948
  - S'introdueix la categoria de vestuari
  - Roger K. Furse és l'únic que guanyà millor direcció artística i millor disseny de vestuari (totes 2 en blanc i negre) amb la mateixa pel·lícula (Hamlet, primera estrangera guanyadora a la millor pel·lícula i única adaptació de Shakespeare premiada)
- 1949
  - Mercedes McCambridge, tercera dona que guanya el premi a la millor actriu secundària en la seva primera pel·lícula
  - A chance to live i So much for so little, únic oscar compartit al millor curt documental[8]
  - Ethel Waters és la segona persona negra nominada[12]
  - All the king's men és la tercera i darrera adaptació d'un premi Pulitzer guanyadora
  - Emile Kuri és el primer director artístic llatinoamericà (mexicà) premiat

#### Dècada del 1950
- 1950
  - Tot sobre Eva estableix el rècord de nominacions en 14
  - Joseph L. Mankiewicz, segon director en guanyar 2 anys seguits el premi de la categoria, primer en rebre 2 anys consecutius l'Oscar al millor guió adaptat i segon guanyador múltiple 2 anys consecutius
  - Roger Edens rep el seu tercer premi consecutiu a la millor banda sonora
  - José Ferrer és el primer llatí-americà (Puerto Rico) guanyador d'un Oscar (millor actor)
  - Darryl F. Zanuck és el primer productor amb 3 premis
  - Edith Head és l'única dissenyadora que guanya els 2 premis (blanc/negre i color) el mateix any
  - Sanson i Dalila és la primera pel·lícula amb 4 guanyadors múltiples
  - Sunset Boulevard és la segona pel·lícula amb les 4 nominacions interpretatives i sense cap premi
  - Robert Krasker és el primer australià nominat i guanyador de l'Oscar a la millor fotografia
- 1951
  - Eleanor Parker és la nominada a millor actriu amb la interpretació més curtaː 20 minuts i 10 segons
  - Sophia Loren és la primera dona de parla no anglesa premiada com a millor actriu
  - Va ser la cerimònia amb més guanyadors múltiples amb 5
  - A Streetcar Named Desire és la primera pel·lícula amb 3 Oscar interpretatius
  - Elia Kazan és el primer director de 2 pel·lícules amb les 5 nominacions "grans" (pel·lícula, director, actor, actriu i guió)
  - Orry-Kelly és la primera australiana nominada i guanyadora de l'Oscar al millor disseny de vestuari
- 1952
  - John Ford rep el seu 4t Oscar al millor director
  - Shirley Booth és la primera dona en endur-se el premi a la millor actriu en la seva primera interpretació
  - The bad and the beautiful és la pel·lícula amb més premis (5) sense nominació a la millor pel·lícula
  - El fabulós Andersen és la segona pel·lícula amb 6 nominacions sense incloure les 5 principals (pel·lícula, director, interpretacions i guió)
  - José Ferrer és el primer llatinoamericà (Puerto Rico) nominat 2 vegades a millor actor
  - Anthony Quinn és el primer actor mexicà nominat i premiat (secundari)
- 1953
  - Primera transmissió televisada de la cerimònia, per la cadena NBC (fins al 1959)
  - Walt Disney és l'únic en guanyar 4 anys consecutius l'Oscar al millor curtmetratge
  - D'aqui a l'eternitat és la primera pel·lícula amb 2 nominacions a millor actor
  - Montgomery Clift és el segon actor candidat de 2 pel·lícules amb les 5 nominacions "grans" (pel·lícula, director, actor, actriu i guió)
  - La túnica sagrada és la primera nominada en cinemascope
- 1954
  - Walt Disney és nominat a 6 premis i en guanya 4, rècord en tots dos casos; també és l'únic en guanyar 2 anys consecutius l'Oscar al millor documental llarg
  - Eva Marie Saint, quarta dona que guanya el premi a la millor actriu secundària en la seva primera pel·lícula
  - Marlon Brando és el actor més jove (29 anys) en ser 3 vegades nominat
  - Dorothy Dandridge és la primera actriu principal negra nominada
  - Katy Jurado és la primera actriu llatinoamericana (mexicana) nominada (a secundari)
  - Emile Kuri és l'únic director artístic llatinoamericà (mexicà) amb més d'un Oscar (2)
- 1955
  - Jo Van Fleet, cinquena dona que guanya el premi a la millor actriu secundària en la seva primera pel·lícula
  - Delbert Mann, primer director que guanya l'Oscar de la categoria en la seva primera obra
  - James Dean és el primer home nominat a títol pòstum com a millor actor
  - Anna Magnani és la primera italiana guanyadora del premi a la millor actriu
  - Marlon Brando és el actor més jove (30 anys) en ser 4 vegades nominat i l'únic nominat a millor actor 4 anys consecutius
  - Marty és la guanyadora més curtaː 90 minuts i l'única adaptació de televisió amb Oscar
  - Burt Lancaster és l'única persona que ha participat en 2 pel·lícules guanyadores fent-ho en una com a actor i en l'altra com a productor
- 1956
  - S'introdueix la categoria de pel·lícula de parla no anglesa i el Premi Humanitari Jean Hersholt
  - Le ballon rouge és el primer curtmetratge premiat fora de les categories de documentalː millor guió original
  - Franklyn Farnum és l'actor que ha participat en més pel·lícules premiades amb l'Oscar (7)
  - Anthony Queen és l'únic mexicà nominat i premiat (2 vegades) a actor secundari
  - Luis Bacalov amb Il vangelo secondo Matteo és el primer llatinoamericà (argentí) nominat a millor BSO
  - John Farrow és el primer australià nominat i premiat a l'Oscar de guió adaptat
- 1957
  - Cedric Gibbons, el dissenyador de l'estatueta, rep el l'onzè Oscar al director artístic
  - Miyoshi Umeki és la primera asiàtica que guanya un premi interpretatiu
  - James Dean és l'únic actor nominat 2 vegades a títol pòstum
  - Anthony Quinn és el primer mexicà nominat a millor actor
  - Toreroǃ és el primer documental llatinoamericà (mexicà) nominat
  - Ivan Goff és el primer australià nominat al premi de guió original
- 1958
  - Joseph Ruttenberg és el primer director de fotografia en assolir 4 estatuetes
  - Marlon Brando és el actor més jove (33 anys) en ser 5 vegades nominat
  - Arthur Kennedy és el tercer actor nominat 4 vegades a secundari
  - Alan Jay Lerner és l'única persona que guanya els premis de guió adaptat i cançó original amb la mateixa pel·lícula (Gigi que és la guanyadora amb el títol més curt, empatada amb Argo)
  - Sidney Poitier és el primer negre nominat a millor actor
- 1959
  - Ben-Hur, estableix el rècord actual d'Oscars en 11
  - Hermione Baddeley és la nominada a actriu secundària amb la interpretació més curtaː 2 minuts i 19 segons
  - William Wyler és l'únic director de 3 premiades a la millor pel·lícula
  - Orry-Kelly és l'australiana amb més Oscars (3) de disseny de vestuari

#### Dècada del 1960
- 1960
  - La transmissió televisada passa de la cadena NBC a l'ABC (fins al 1969)
  - Melina Merkoúri és la primera persona nominada a millor actriu per una interpretació en parla no anglesa i l'única en grec
  - Billy Wilder és el segon director de 2 pel·lícules amb les 5 nominacions "grans" (pel·lícula, director, actor, actriu i guió) i el segon guionista amb els mateixos termes
  - Macario és la primera llatinoamericana (mexicana) nominada a pel·lícula de parla no anglesa
- 1961
  - Jerome Robbins, segon director que guanya l'Oscar de la categoria amb la seva primera obra
  - Sophia Loren és la primera guanyadora del premi a la millor actriu per una interpretació en parla no anglesa i la primera persona en italià
  - Sal Mineo és el actor més jove (22 anys) en ser 2 vegades nominat
  - Paul Newman és el primer actor candidat de 2 pel·lícules amb les 5 nominacions "grans" (pel·lícula, director, actor, actriu i guió)
  - Duke Ellington és el primer negre nominat a millor banda sonora
  - Bess Flowers és l'actriu que ha aparegut en més films nominats a millor pel·lícula (23)
  - West Side Story és la primera guanyadora amb més d'un directorː Jerome Robbins i Robert Wise
  - Rita Moreno és l'única actriu porto-riquenya nominada i guanyadora (a secundària)
  - Alan Osbiston és el primer australià nominat a millor muntatge
- 1962
  - El premi a la banda sonora es divideix en adaptació i tractament (fins al 1969)
  - Henry Mancini és el primer músic que guanya l'Oscar a la millor cançó original 2 anys seguits
  - Bette Davis és la primera en rebre deu nominacions, totes com a millor actriu
  - Marcello Mastroianni és el primer home nominat a millor actor per una interpretació en parla no anglesa (italià)
  - Omar Sharif és el primer africà (únic egipci) nominat (a millor actor)
  - Sam Spiegel és el segon productor amb 3 premis
  - Thelma Ritter és l'única actriu nominada 6 vegades a secundària
  - Lawrence d'Aràbia és l'única premiada a la millor pel·lícula sense actrius
  - És la primera cerimònia amb 2 candidates llatinoamericanes al premi a la millor pel·lícula de parla no anglesa i la primera brasilera nominada (O pagador de promessas)
  - Orry-Kelly és l'australiana amb més nominacions (4) al premi de disseny de vestuari
- 1963
  - S'introdueix la categoria de edició de so
  - Leon Shamroy és el segon (i darrer) director de fotografia en assolir 4 estatuetes
  - Sidney Poitier és el primer actor negre guanyador d'un Oscar[10]
  - El món és boig, boig, boig és la tercera pel·lícula amb 6 nominacions sense incloure les 5 principals (pel·lícula, director, interpretacions i guió)
  - Patricia Neal guanya l'Oscar a la millor actriu amb la interpretació més curtaː 21 minuts i 51 segons
  - Patty Duke pronuncià el discurs d'agraïment més curtː "Thank you"
  - La conquesta de l'oest és l'única nominada en procés cinerama
- 1964
  - Julie Andrews és la segona dona en endur-se el premi a la millor actriu en la seva primera interpretació
  - Anthony Quinn és l'únic mexicà nominat 2 vegades a millor actor i el llatinoamericà amb més nominacions interpretatives
  - Gabriel Figueroa és el primer llatinoamericà (mexicà) nominat a millor fotografia
- 1965
  - Shelley Winters és la primera dona guanyadora de 2 Oscar a la millor actriu secundària
  - Frank Finlay és el nominat a un premi secundari amb la interpretació més llargaː 1 hora, 30 minuts i 43 segons
  - Robert Wise és el segon i darrer productor en una i director en l'altra de 2 premiades a la millor pel·lícula
- 1966
  - Robert Bolt és el segon i darrer guionista que guanyà el premi adaptat 2 anys seguits
  - Anouk Aimée és la primera nominada a millor actriu interpretant en francès
  - William Wyler és el director més vegades nominatː 12
  - Ida Kaminska és l'única persona nominada a un premi interpretatiu en eslovac
- 1967
  - Dr. Dolittle és la pel·lícula amb més nominacions (9) inclosa la de millor pel·lícula i sense cap més de les principals
  - Spencer Tracy és el primer home amb 9 nominacions a millor actor
  - Bonnie i Clyde és l'única pel·lícula amb 2 nominacions a actor secundari
  - Aquesta cerimònia és l'única amb 2 pel·lícules acumulant les 4 nominacions interpretativesː Bonnie i Clyde i Envevina qui ve a sopar
  - Mike NIchols és el tercer director de 2 pel·lícules amb les 5 nominacions "grans" (pel·lícula, director, actor, actriu i guió)
  - És la primera cerimònia que tingué 3 pel·lícules amb les 5 nominacions "grans" (pel·lícula, director, actor, actriu i guió)
  - Quincy Jones i Bob Russell són els primers músics negres nominats a millor cançó original
  - En la calor de la nit és l'única pel·lícula de misteri guanyadora de l'Oscar
  - John Truscott és el primer director artístic australià nominat i premiat (per Camelot)
- 1968
  - Barbra Streisand és la tercera dona en endur-se el premi a la millor actriu en la seva primera interpretació
  - Katharine Hepburn, segona i darrera dona que guanya l'Oscar a la millor actriu (ex aequo amb Barbra Streisand) 2 anys consecutius. Empat únic a la categoria[8]
  - Guerra i pau és la pel·lícula premiada (parla no anglesa) més llargaː 431 minuts
- 1969
  - They shoot horses, don't they és la primera pel·lícula amb 9 candidatures sense nominació a millor pel·lícula
  - Walt Disney rep el seu 22é Óscar i la seva 59a nominació
  - Z és la segona pel·lícula de parla no anglesa (i segona francesa) nominada al premi a la millor pel·lícula, la nominada amb el títol més curt i la primera africana (algeriana) nominada i premiada al premi de parla no anglesa
  - Cowboy de mitjanit és la primera qualificada X que guanya el premi a la millor pel·lícula
  - El Rei Enric VIII d'Anglaterra és el primer personatge nominat 3 vegades
  - Rupert Crosse és el primer actor secundari negre nominat
  - Hugh A. Robertson és l'única persona negra nominada al premi de muntatge

#### Dècada del 1970
- 1970
  - La transmissió televisada torna de la cadena ABC a la NBC (fins al 1975)
  - Richard Burton és el actor més jove (44 anys) en ser 6 vegades nominat
  - George C. Scott és el segon en refusar un Oscar
  - Herbert W. Spencer amb Scrooge és l'únic xilé nominat a millor BSO
- 1971
  - A clockwork orange és la primera pel·lícula de ciència-ficció nominada
  - Helen Hayes guanya el seu segon Oscar 39 anys després del primer
  - Isaac Hayes és el primer músic negre guanyador de l'Oscar a la cançó original[10]
  - Janet Suzman és la primera actriu africana (sud-africana) nominada
  - Emile Kuri és el director artístic llatinoamericà (mexicà) més vegades nominatː 7
  - Sentinels of silence és l'únic documental curt mexicà nominat i guanyador
  - Peter Finch és el primer australià nominat a millor actor
- 1972
  - Cabaret és la guanyadora de més estatuetes (8) sense incloure la de millor pel·lícula
  - Els emigrants és la tercera pel·lícula de parla no anglesa (primera sueca) nominada al premi a la millor pel·lícula
  - Limelight és l'única pel·lícula guanyadora 20 anys després de la seva estrena oficial, perquè no va ser estrenada al comtat de Los Angeles fins aquest any
  - Marlon Brando és el tercer i darrer en refusar un Oscar
  - Sounder és la primera pel·lícula amb actor i actriu principals negres nominats
  - Diana Ross és la primera actriu negra nominada amb la seva primera pel·lícula
  - És la primera cerimònia amb més d'una actriu negra nominada
  - Lonne Elder és el primer negre nominat a millor guió adaptat
  - Suzanne de Passe és l'única dona negra nominada a millor guió i la primera persona negra nominada a millor guió original
  - Liv Ullmann és la primera persona nominada a premi interpretatiu treballant en suec
- 1973
  - El premi a la banda sonora es torna a dividir en adaptació i tractament (no més aquest any)
  - Crits i murmuris és la quarta pel·lícula de parla no anglesa (segona sueca) nominada al premi a la millor pel·lícula
  - Tatum O'Neal, sisena dona que guanya el premi a la millor actriu secundària en la seva primera pel·lícula, la nominada i guanyadora més jove (10 anys) i la premiada secundària amb la interpretació més llargaː 1 hora, 6 minuts i 58 segons
  - Julia Phillips és la primera dona que guanya el premi al millor pel·lícula
  - L'excorcista és el primer film de terror nominat a millor pel·lícula
- 1974
  - El padrí II, primera seqüela guanyadora del Óscar a la millor pel·lícula
  - Edith Head rep el seu 8é premi al millor vestuari, és la dona amb més estatuetes i l'única dissenyadora que ha participat en 4 guanyadoras a la millor pel·lícula
  - Robert de Niro és el primer guanyador de l'Oscar al millor actor secundari amb una interpretació en parla no anglesa (italià)
  - El padrí és l'única saga guanyadora de 2 premis a la millor pel·lícula
  - Vito Corleone és l'únic personatge premiat 2 vegades
  - Dustin Hoffman és el quart actor candidat de 2 pel·lícules amb les 5 nominacions "grans" (pel·lícula, director, actor, actriu i guió)
  - Robert de Niro (italià) i Valentina Cortese (única en francès) són els primers nominats a actor i actriu secundàries interpretant en llengua no anglesa
  - Francis Ford Coppola és l'única persona guionista de 2 i director d'1 premiades a la millor pel·lícula
  - Douglas Gamley és el primer australià nominat a BSO
- 1975
  - Algú va volar sobre el niu del cucut, segona guanyadora dels 5 premis grans (pel·lícula, director, actor, actriu i guió)
  - Jack Nicholson és el cinquè actor candidat de 2 pel·lícules amb les 5 nominacions "grans" (pel·lícula, director, actor, actriu i guió)
  - La tregua és la primera argentina nominada a millor pel·lícula de parla no anglesa
- 1976
  - La transmissió televisada torna de la cadena NBC a la ABC (fins al 2020)
  - Peter Finch és el primer home que guanya l'Oscar al millor actor a títol pòstum i el primer australià[13]
  - Beatrice Straight guanya l'Oscar a l'actriu secundària amb la interpretació més curtaː 5 minuts i 2 segons
  - Barbra Streisand, és l'única persona en guanyar els Oscar a la millor actriu i a la millor cançó original
  - Network és la segona i darrera pel·lícula amb 3 Oscar interpretatius i amb 2 nominacions a millor actor
  - William Holden i Faye Dunaway són els 2 primers actors nominats en 2 de les 15 pel·lícules amb les 4 nominacions interpretatives
  - William Holden és el sisé actor candidat de 2 pel·lícules amb les 5 nominacions "grans" (pel·lícula, director, actor, actriu i guió)
  - Sylvester Stallone és l'únic nominat com a actor i guionista d'una pel·lícula amb les 5 nominacions "grans" (pel·lícula, director, actor, actriu i guió) Rocky, la primera pel·lícula d'esports guanyadora
  - Blanc i negre en color és l'única pel·lícula de Costa d'Ivory nominada y guanyadora al premi de parla no anglesa
  - In the region of ice és l'únic curtmetratge amb director salvadoreny guanyador
  - Peter Finch és el primer australià guanyador de l'Oscar al millor actor[14]
- 1977
  - The Turning Point és la pel·lícula amb més nominacions (7) sense cap premi
  - Jason Robards és l'únic home en rebre 2 anys seguits el premi d'actor secundari
  - Encontres a la tercera fase és la segona i darrera pel·lícula amb 9 candidatures i sense nominació a la millor pel·lícula
  - Woody Allen és el primer en ser nominat com a actor, director i guionista d'una pel·lícula amb les 5 nominacions "grans" (pel·lícula, director, actor, actriu i guió) Annie Hall
  - La guerra de les galàxies és la primera de ciència-ficció nominada a millor pel·lícula
- 1978
  - Edith Head és la dona amb més nominacionsː 35
  - Laurence Olivier és el segon i darrer home amb 9 nominacions a millor actor
  - Willie D. Burton és el primer negre nominat a millor so
  - John Cazale aparegué en no més 5 llargmetratges i tots van ser nominats a millor pel·lícula. 12 anys després de la seva mort aparegué en imatges d'archiu d'un sisé film (El padrí III) també nominat
  - Leisure és el primer curtmetratge d'animació australià nominat i premiat
  - John Farrar és el primer australià nominat a millor cançó original amb Hopelessly devoted to you
- 1979
  - Justin Henry és el actor nominat més jove (8 anys)

#### Dècada del 1980
- 1980
  - Timothy Hutton, segon home en guanyar l'Oscar al millor actor secundari en la seva primera pel·lícula
  - Robert Redford, tercer director que guanya l'Oscar de la categoria amb la seva primera obra
  - Luther Metke at 94 és l'únic documental curt argentí nominat
- 1981
  - Es posterga la cerimònia a causa de l'intent d'assassinat de Ronald Reagan en Washington D.C.
  - S'introdueix la categoria de maquillatge i peinat i el Premi E. Sawyer
  - Katharine Hepburn rep el seu 4t Óscar a la millor actriu, 48 anys després del primer, rècord també entre primera i darrera nominació i es converteix en l'única actriu candidata en 4 pel·lícules amb les 5 nominacions "grans" (pel·lícula, director, actor, actriu i guió)
  - Henry Fonda és el premiat a millor actor més gran (76 anys)
  - Warren Beatty és el tercer actor nominat en 2 de les 15 pel·lícules amb les 4 nominacions interpretatives i el segon i darrer nominat com a actor, director i guionista d'una pel·lícula amb les 5 nominacions "grans" (pel·lícula, director, actor, actriu i guió) Rojos
  - Burt Lancaster i Warren Beatty son el setè i el vuitè actors candidats de 2 pel·lícules amb les 5 nominacions "grans" (pel·lícula, director, actor, actriu i guió)
  - És la segona i darrera cerimònia que tingué 3 pel·lícules amb les 5 nominacions "grans" (pel·lícula, director, actor, actriu i guió)
  - Teté Vasconcellos és el primer director brasiler nominat a millor documental
  - Lalo Schifrin amb People alone és el primer argentí nominat a millor cançó original
  - Peter Allen és el primer guanyador australià de l'Oscar a la millor cançó original amb Arthur's theme (best that you can do)
- 1982
  - Fanny i Alexander és la primera pel·lícula de parla no anglesa en assolir 4 premis
  - Jessica Lange és la tercera actriu nominada a les 2 categories interpretatives (guanyà la de secundària)
  - Louis Gossett, Jr. és el primer actor secundari negre guanyador d'un Oscar[10]
  - Alsino y el cóndor és la primera nicaragüenca nominada a millor pel·lícula de parla no anglesa
- 1983
  - James L. Brook, quart director que guanya l'Oscar de la categoria amb la seva primera obra
  - Linda Hunt és l'única dona premiada interpretant el paper d'un home
  - Irene Cara és la primera dona negra guanyadora d'un premi no interpretatiu[10]
  - Lalo Schifrin és el llatinoamericà (argentí) més vegades nominat a millor BSO (5)
- 1984
  - Haing S. Ngor, tercer i darrer home en guanyar l'Oscar al millor actor secundari en la seva primera pel·lícula
  - Jack Nicholson és el actor més jove (46 anys) en ser 7 vegades nominat
  - Peggy Ashcroft és la guanyadora secundària més gran amb 77 anys
  - Prince és el primer músic negre guanyador de l'Oscar a la cançó original[10]
- 1985
  - El color púrpura iguala a The turning point com a pel·lícula amb més nominacions (11) sense cap premi i la que té més nominacions sense incloure la de director
  - John Huston és el director nominat més gran (79 anys)
  - Geraldine Page guanya el seu primer Oscar amb la seva vuitena nominació
  - La familia Huston és la primera amb premiats de 3 generacionsː Walter, John i Anjelica
  - Whoopi Goldberg és la primera negra amb més d'una nominació pel mateix film
  - Caiphus Semenya és el primer music negre africà (sud-africà) nominat
  - Quincy Jones és el primer productor negre nominat a millor pel·lícula
  - O beijo da milher aranha és la primera pel·lícula independent nominada a millor pel·lícula
  - Héctor Babenco és el primer director llatinoamericà (brasiler) nominat
  - Susana Blaustein és la primera directora llatinoamericana i la primera persona argentina nominada a millor documental
  - La historia oficial és la primera llatinoamericana (argentina) guanyadora de l'Oscar a la pel·lícula de parla no anglesa
  - Aída Bortnik i Luis Puenzo són els primers llatinoamericans (argentins) nominats al premi de guió original
- 1986
  - Marlee Matlin és la quarta i darrera dona en endur-se el premi a la millor actriu en la seva primera interpretació, la primera en guanyar-ho interpretant en llenguatge de signes i la més jove (21 anys)
  - Jack Nicholson és el actor més jove (48 anys) en ser 8 vegades nominat
  - Artie Shawː Time is all you've got i Down and out in America, únic empat al premi de millor documental[8]
  - Dexter Gordon és el primer músic de Jazz nominat a millor actor
  - Herbie Hancock és el primer músic negre guanyador del premi a la banda sonora
  - Randa Haines és la primera dona nominada a millor direcció
- 1987
  - L'imperi del sol és la quarta pel·lícula amb 6 nominacions sense incloure les 5 principals (pel·lícula, director, interpretacions i guió)
  - Marcello Mastroianni és l'actor més vegades nominat (3) en idioma no anglès
  - Jonas Gwangwa és el primer músic negre no estatunidenc (sud-africà) nominat a millor cançó original
  - Mark Peploe és el primer guionista africà (sud-africà) nominat i guanyador
  - Norma Aleandro és la primera actriu argentina nominada (a secundària)
- 1988
  - Max von Sydow és el primer home nòrdic nominat a millor actor
  - Jack Nicholson és el actor més jove (50 anys) en ser 9 vegades nominat
  - Qui ha enredat en Roger Rabbit és la primera pel·lícula amb 6 nominacions sense incloure les 5 principals (pel·lícula, director, interpretacions i guió) Va obtindre 7, si es compta el premi especial
  - Sigourney Weaver és la quarta actriu nominada a les 2 categories interpretatives (no guanyà cap de les 2)
  - Willie D. Burton és el primer negre guanyador de l'Oscar al millor so
  - Max von Sydow és l'únic home nominat a Oscar interpretatiu per un treball en suec
- 1989
  - Jessica Tandy és l'actriu més gran (80 anys) guanyadora d'un Oscar
  - Meryl Streep és l'actriu més jove (39 anys) en ser nominada 8 vegades
  - Bruce Beresford és el tercer director no nominat al seu premi i guanyador al de la millor pel·lícula
  - Spike Lee és el primer home negre nominat al premi de guió original
  - Lo que le pasó a Santiago és l'única porto-riquenya nominada a millor pel·lícula de parla no anglesa

#### Dècada del 1990
- 1990
  - Kevin Costner, cinquè director que guanya l'Oscar de la categoria amb la seva primera obra
  - Whoopi Goldberg és la primera actriu negra en rebre 2 nominacions interpretatives i la segona que guanya el premi secundari
  - Yvonne Smith i Richard Kilberg, primers productors negres nominats a millor documental
  - Russell Williams és el primer negre guanyador de més d'un Oscar (so) i de forma consecutiva
  - Gerard Depardieu és l'únic actor nominat interpretant en francès
  - Graham Greene és l'única persona nominada a un premi interpretatiu en llengua lakota
  - El padrí III és la primera trilogia amb els 3 films nominats a millor pel·lícula
  - Andy García és l'únic actor cubà nominat
- 1991
  - El silenci dels anyells, tercera (i darrera) guanyadora dels 5 premis grans (pel·lícula, director, actor, actriu i guió) i única de terror en guanyar l'estatueta
  - John Singleton és el primer negre nominat a millor director i el més jove (24 anys)
  - Meryl Streep és l'actriu més jove (41 anys) en ser nominada 9 vegades
  - Terminator 2ː és la sisena i darrera pel·lícula amb 6 nominacions sense incloure les 5 principals (pel·lícula, director, interpretacions i guió)
  - La bella i la bèstia és la primera pel·lícula d'animació tradicional nominada a millor pel·lícula
  - David Massey és l'únic home negre nominat a millor curtmetratge
- 1992
  - Alan Menken és el segon i darrer músic que guanya 2 anys consecutius el premi a la millor cançó original i el tercer i darrer guanyador múltiple 2 anys consecutius
  - Jack Nicholson és el quart actor nominat 4 vegades a secundari
  - Jaye Davidson és el primer actor secundari negre en ser nominat, el primer en la seva primera pel·lícula, el més jove (24 anys) i el primer britànic
  - Ruth E. Carter és la primera persona negra nominada a millor disseny de vestuari
  - Un lloc al món és l'única uruguaiana nominada a millor pel·lícula de parla no anglesa
- 1993
  - S'ntrodueix la secció "In Memorian" per a honorar persones traspassades els 12 mesos anteriors amb contribució significativa a la indústria del cinema
  - Anna Paquin és la setena dona que guanya el premi a la millor actriu secundària en la seva primera pel·lícula i la primera canadenca
  - Jack Nicholson és el actor més jove (55 anys) en ser 10 vegades nominat
  - Al Pacino guanya el seu primer Oscar amb la seva vuitena nominació
  - Anthony Hopkins és el nové i darrer actor candidat de 2 pel·lícules amb les 5 nominacions "grans" (pel·lícula, director, actor, actriu i guió)
  - What's love got to do with it és la segona pel·lícula amb actor i actriu principal negres nominats
  - El fugitiu és la primera nominada a millor pel·lícula basada en una sèrie de televisió
  - Jan Chapman és el primer productor australià nominat a millor pel·lícula
  - Jane Campion és l'única persona australiana guanyadora de l'Oscar a millor guió original, per El piano
- 1994
  - Tom Hanks, segon i darrer home que guanya l'Oscar al millor actor 2 anys consecutius
  - Dianne Wiest és la segona i darrera dona guanyadora de 2 Oscar a la millor actriu secundària
  - Franz Kafka's it's a wonderful life i Trevor, únic empat al premi de curtmetratge de ficció[8]
  - Holly Hunter i Emma Thompson son la cinquena i sisena actrius nominades a les 2 categories interpretatives (Holly guanyà la de principal)
  - Fresa y chocolate és l'única cubana nominada a millor pel·lícula de parla no anglesa
- 1995
  - S'introdueix la categoria de música original o banda sonora de comèdia (fins al 1999)
  - Il postino és la cinquena pel·lícula de parla no anglesa (primera italiana) nominada al premi a la millor pel·lícula
  - Toy Story, primera animada nominada en qualsevol categoria a millor guió (original o adaptat)
  - Emma Thompson, primera persona en acumular Oscar com a intèrpret i com a guionista i l'única nominada a 2 categories 2 vegades
  - Alan Menken és la persona amb més cerimònies amb més d'un premi guanyatː 4
  - Dianne Houston és l'única dona negra nominada a millor curtmetratge
  - Eugenio Zanetti és l'únic director artístic argentí nominat i guanyador
  - Luis Bacalov és el primer llatinoamericà (argentí) guanyador de la millor BSO amb Il postino
  - És l'única cerimònia amb 2 pel·lícules nominades amb productors australiansː Bruce Davey (primer australià guanyador) per Braveheart i Bill Miller, George Miller i Doug Mitchell per Babe
- 1996
  - Meryl Streep és l'actriu més jove (46 anys) en ser nominada 10 vegades
  - Mark Berger (músic) és qui te més nominacions (4) havent-les guanyat totes
  - Saul Zaentz és el tercer i darrer productor amb 3 premis
  - Frances McDormand, el seu home Joel Coen i el seu cunyat Ethan Coen guanyaren l'Oscar la mateixa nit
  - Walter Murch és l'únic a guanyar millors muntatge i so amb la mateixa pel·lícula (El pacient anglés)
  - Cuba Gooding, Jr. és el actor negre més jove en guanyar un Oscar (29 anys)
  - Marianne Jean-Baptiste és la primera actriu britànica negra nominada
  - Paul Pattison és el primer australià nominat i premiat a maquillatge i vestuari
  - John Cox és el primer australià nominat i premiat a efectes visuals (per Babe)
- 1997
  - Titanic iguala amb Ben-Hur amb 11 Óscars com la més premiada de la història i amb Tot sobre Eva com la més nominada amb 14. És la primera nominada a les 7 categories tècniques, la primera també en ser producida, dirigida, escrita i editada per la mateixa personaː James Cameron i la primera guanyadora en superar els 1.000 milions de dòlars de recaptació a tot el món
  - Gloria Stuart és l'actriu nominada més gran (87 anys)
  - Céline Dion és l'única cantant guanyadora d'un Oscar i del Festival d'Eurovisió, l'any següent
  - Ben Affleck és el guanyador de l'Oscar al millor guió original més joveː 27 anys
  - Jack Nicholson és el segon actor que guanya 3 Oscars interpretatius
  - Spike Lee, és el primer director negre nominat a millor documental
- 1998
  - La vida és bella és la cinquena pel·lícula de parla no anglesa (segona italiana) nominada al premi a la millor pel·lícula
  - Roberto Benigni és el primer home italià guanyador de l'Oscar al millor actor i el primer en fer-ho en llengua no anglesa
  - Fernanda Montenegro és la primera actriu llatinoamericana (única brasilera) nominada a millor actriu i l'única en llengua portuguesa
  - Remi Adefarasin, primer nominat negre a millor fotografia
  - Penélope Cruz és l'única guanyadora del premi a la millor secundària interpretant en llengua no anglesa (espanyol)
  - Geoffrey Rush és el primer australià nominat a millor actor secundari
  - David Hirschfelder és l'únic australià amb 2 nominacions a millor BSO
  - Paul Brincat és el primer australià nominat a millor so (per The thin red line)
- 1999
  - Sam Mendes, sisé i darrer director que guanya l'Oscar de la categoria amb la seva primera obra
  - Jon Voight i la seva filla Angelina Jolie cas únic de premiats pare-filla
  - Richard Farnsworth és el nominat a millor actor més granː 79 anys
  - David Lee és el primer australià guanyador de l'Oscar al millor so (per The Matrix)

#### Dècada del 2000
- 2000
  - Tigre i drac és la segona (i darrera) pel·lícula de parla no anglesa en assolir 4 estatuetes, la sisena (única taiwanesa) nominada al premi a la millor pel·lícula i l'única d'arts marcials
  - Traffic és la pel·lícula amb més nominacions (5) guanyant-les totes, llevat de la de millor pel·lícula
  - Steven Soderbergh és el segon i darrer director nominat per 2 pel·lícules en una sola edició
  - Leelai Demoz és la primera persona negra nominada a millor documental curt
  - Javier Bardem és el primer nominat a millor actor interpretant en castellà
  - Benicio del Toro és el primer nominat i premiat a millor actor secundari interpretant en castellà i l'únic guanyador porto-riqueny d'aquesta categoria
  - És l'única cerimònia amb 2 candidats australians a millor actorː Russell Crowe (guanyador) i Geoffrey Rush
- 2001
  - S'introdueix la categoria de pel·lícula d'animació
  - Shrek és la primera animada nominada a millor guió adaptat
  - Halle Berry és la primera negra guanyadora de l'Oscar a la millor actriu, en la primera cerimònia amb 2 guanyadors negres: ella i (Denzel Washington)
  - Denzel Washington és l'únic actor negre amb 2 Oscar
  - És la primera cerimònia amb més d'un actor principal negre nominat
  - Uma história de futebol és l'únic curtmetratge brasiler nominat
  - Russell Crowe és l'australià més vegades nominat (3) a millor actor
  - És l'única cerimònia amb 2 australians nominats al premi de millor so
- 2002
  - Nicole Kidman és la primera australiana guanyadora de l'Oscar a la millor actriu
  - Adrien Brody és el guanyador més jove (29 anys) del premi al millor actor
  - Jack Nicholson és l'actor més vegades nominat (12) a premis interpretatius
  - Peter O'Tool rep el Oscar honorífic. És l'actor més vegades nominat (8) sense premi
  - Roman Polanski, premi al millor director no va assistir a la cerimònia degut a l'ordre de captura emesa pels Estats Units
  - Julianne Moore és la vuitena actriu nominada a les 2 categories interpretatives (no en guanyà cap de les 2)
  - Queen Latifah és la primera artista hip hop nominada
  - Salma Hayek és l'única mexicana nominada a millor actriu
  - Beatrice de Alba és la primera llatinoamericana (mexicana) i l'única premiada a l'Oscar de maquillatge
  - Pablo Helman és l'únic argentí nominat al premi de millors efectes especials
  - Nicole Kidman és la primera australiana guanyadora de l'Oscar a la millor actriu i
- 2003
  - El Senyor dels Anells: El retorn del rei iguala Ben-Hur i Titanic com la més premiada amb 11 estatuetes, la guanyadora de totes les nominacions atorgades amb més nominacions, la segona (i darrera) seqüela guanyadora de l'Oscar a la millor pel·lícula, la primera de cinema fantàstic que guanya el premi a la millor pel·lícula, la segona i darrera amb 4 guanyadors múltiples i la segona i darrera trilogia amb els 3 films nominats a millor pel·lícula
  - El Senyor dels Anells és la saga amb més premisː 17
  - Jim Rygiel i Randall William Cook guanyen per tercer any consecutiu el premi als millors efectes visuals per la trilogia de l'anell
  - Charlize Theron és la primera africana guanyadora d'un Oscar interpretatiu (actriu principal)
  - Djimon Hounsou és el primer actor africà negre nominat i l'únic beninès
  - Master and commanderː the far side of the world és la segona pel·lícula nominada a les 7 categories tècniques
  - La familia Coppola és la segona i darrera amb premiats de 3 generacionsː Carmine, Francis i Sofia
  - Richard Taylor és l'únic que va guanyar el millor disseny de vestuari i el millor maquillatge amb la mateixa pel·lículaː El Senyor dels Anellsːel retorn del Rei
  - César Charlone és l'únic brasiler nominat a millor fotografia
  - Daniel Rezende és el primer llatinoamericà i l'únic brasiler nominat a millor muntatge
  - Gone Nutty és el primer curtmetratge d'animació dirigit per un llatinoamericà (únic brasiler) nominat (Carlos Saldanha)
  - Bráulio Mantovani és el primer llatinoamericà i únic brasiler nominat al premi de guió adaptat
  - Alfonso i Carlos Cuarón són els primers mexicans nominats al premi de guió original
  - Peter Weir és el director australià amb més nominacions (4)
- 2004
  - Clint Eastwood és el director guanyador més gran (74 anys)
  - Jamie Foxx és el primer actor negre amb 2 nominacions el mateix any
  - Morgan Freeman és el actor negre més gran que guanya un Oscar (67 anys)
  - Catalina Sandino Moreno és la primera actriu nominada interpretant en castellà i l'única colombiana
  - Yesterday és la primera pel·lícula sud-africana nominada al Oscar de parla no anglesa
  - Jorge Drexler amb Al otro lado del río és l'únic llatinoamericà premiat i l'únic uruguaià nominat a millor cançó original
  - José Rivera és l'únic porto-riqueny nominat al premi de guió adaptat
  - Cate Blanchett és l'única australiana guanyadora de l'Oscar a l'actriu secundària
- 2005
  - Ang Lee és el primer director asiàtic (no caucàsic) que guanya el premi de la categoria
  - Cate Blanchett és l'única persona en guanyar un premi interpretant a una guanyadora d'un Oscar (Katharine Hepburn)
  - Juicy J, Frayser Boy i DJ Paul són els primers rapers negres guanyadors d'un Oscar
  - Charlize Theron és l'única actriu africana nominada 2 vegades
  - Tsotsi és la primera sud-africana guanyadora al premi de parla no anglesa
  - Pablo Helman és l'únic llatinoamericà amb més d'una (2) nominació a efectes especials
- 2006
  - Cartes des de Iwo Jima pel·lícula és la vuitena pel·lícula de parla no anglesa (única japonesa) nominada al premi a la millor pel·lícula
  - Jennifer Hudson, vuitena dona i primera negra que guanya el premi a la millor actriu secundària en la seva primera pel·lícula i persona negra més jove guanyadora d'un Oscar (25 anys)
  - Dreamgirls és la primera en rebre el major nombre de nominacions en un any i no ser candidata a millor pel·lícula i la primera amb nominats a actor i actriu secundaris negres
  - Rinko Kikuchi és l'única nominada a un premi interpretatiu en llengua de signes (japonès)
  - Adriana Barraza és la primera nominada a actriu secundària interpretant en castellà
  - Alejandro González Iñárritu és el primer director mexicà nominat
  - Infiltrats és l'únic remake guanyador de l'Oscar a la millor pel·lícula
  - Djimon Hounsou és l'únic actor africà nominat 2 vegades
  - Segon any consecutiu (únics 2 anys) amb 2 nominats mexicans a millor fotografia i primer premi per a Guillermo Navarro
  - Alfonso Cuarón i Álex Rodríguez són els primers mexicans nominats a millor muntatge; el primer és l'únic mexicà nominat al premi de guió adaptat
  - Gustavo Sataolalla és el llatinoamericà (argentí) més vegades guanyador de l'Oscar a la millor BSO (2)
  - Fernando Cámara és el primer llatinoamericà (mexicà) nominat al premi de millor so
  - És l'única cerimònia amb 2 llatinoamericans (mexicans) nominats al premi de guió originalː Guillermo Arriaga i Guillermo del Toro
  - Happy feet és l'única pel·lícula animada australiana nominada i guanyadora
- 2007
  - Marion Cotillard és l'única persona guanyadora d'un premi interpretatiu en francès[15]
  - Kate Winslet és l'actriu més jove (31 anys) en ser 5 vegades nominada
  - Al Gore és l'únic guanyador d'un Oscar, a més de Premi Nobel de la Pau
  - Kevin O'Connell, és l'única persona que acumula 20 nominacions sense premi
  - Cate Blanchett és la novena i darrera actriu nominada a les 2 categories interpretatives
  - Ruby Dee és l'actriu negra més gran nominada (83 anys)
  - No country for old men és la segona i darrera guanyadora a la millor pel·lícula amb 2 directorsː Joel i Ethan Coen
  - The Crown és el primer documental curt colombià nominat
  - Cate Blanchett és l'australiana amb més nominacions (3) d'actriu secundària
- 2008
  - Vals im Bashir és la primera animada nominada a millor pel·lícula i a millor pel·lícula de parla no anglesa
  - La regina Elisabeth d'Anglaterra és el segon i darrer personatge nominat 3 vegades
  - Penélope Cruz és l'única actriu premiada interpretant en castellà
  - Claudio Miranda és el primer xilè nominat al premi de fotografia
  - Heath Ledger és l'únic australià guanyador de l'Oscar al millor actor secundari
- 2009
  - Kathryn Bigelow és la primera directora que guanya el premi de la categoria i la primera en dirigir la pel·lícula guanyadora
  - Avatar i Up són les primeres pel·lícules 3-D (3D film i animació per ordenador, respectivament) en ser nominades
  - Geoffrey S. Fletcher és el primer guionista negre guanyador de la estatueta
  - Kate Winslet és l'actriu més jove (33 anys) en ser 6 vegades nominada
  - Up segona pel·lícula d'animació nominada a millor pel·lícula
  - Mo'Nique, segona pel·lícula amb nominats negres a actor i actriu secundàries
  - Lee Daniels és el segon director negre nominat i el primer nominat a millor pel·lícula
  - Roger Ross Williams és la primera persona negra guanyadora d'un premi al documental curt
  - És l'única cerimònia amb 2 directors negres nominats a millor pel·lículaː Lee Daniels i Broderick Johnson
  - Christoph Waltz és l'únic nominat i guanyador al premi d'actor secundari interpretant en 3 llengües (alemany, francès i italià)
  - La teta asustada és l'única peruana nominada a millor pel·lícula de parla no anglesa
  - El secreto de sus ojos és la segona i darrera llatinoamericana (i argentina) guanyadora de l'Oscar a la millor pel·lícula de parla no anglesa

#### Dècada del 2010
- 2010
  - En terra hostil guanya el premi a la millor pel·lícula malgrat que va ser estrenada el 2008, ja que no va ser fins a 2009 quan s'estrenà a Los Angeles, en compliment de les regles 2 i 3 dels premis de la Acadèmia
  - Es restringeix a 45 segons els discursos d'acceptació dels guanyadors
  - Robert Stromberg és l'únic director artístic en guanyar el premi de la categoria 2 anys consecutius
  - Bob Weinstein és l'únic productor executiu de més d'una premiada a la millor pel·lícula (5)
  - Toy story 3 és la tercera i darrera pel·lícula d'animació nominada a millor pel·lícula i la primera seqüela nominada a millor pel·lícula sense que les seves predecessores ho hagin sigut
  - Algèria és el país africà amb més nominacions (5) al Oscar de parla no anglesa
  - Geoffrey Rush és l'australià amb més nominacions (2) d'actor secundari
  - Tom Hooper és l'únic australià guanyador d'un Oscar a la millor direcció
  - Dave Elsey és l'únic australià nominat més d'1 vegada (2) a maquillatge i vestuari
  - Ben Snow és l'australià amb més nominacions (3) a efectes visuals
- 2011
  - Rick Baker rep el seu 11è premi al millor maquillador
  - The artits (França) és l'única pel·lícula de parla no anglesa guanyadora del Oscar a la millor pel·lícula, la novena (tercera francesa) nominada, la primera dirigida per un francés (Michel Hazanavicius) i la darrera en blanc i negre
  - Angus Wall i Kirk Baxter són els únics en repetir premi 2 anys seguits en la categoria de millor muntatge
  - Jean Dujardin és el primer francès guanyador de l'Oscar al millor actor
  - Nader i Simin, una separació és la primera pel·lícula d'Orient Mitjà guanyadora del premi a la millor pel·lícula de parla no anglesa
  - Christopher Plummer és el actor premiat més gran (82 anys)
  - Hugo és la tercera pel·lícula nominada a les 7 categories tècniques
  - John Williams és la persona més vegades nominada per més d'una pel·lícula en la mateixa edicióː 12
  - Woody Allen guanya la seva tercera estatueta al millor guió original i és el guionista més gran en guanyar-la (76 anys)
  - Siedah Garret és la primera compositora negra amb 2 nominacions
  - Carlinhos Brown és el primer músic negre llatinoamericà (brasiler) nominat
  - Demián Bichir és el segon mexicà nominat a millor actor
  - Bérénice Bejo és la segona i darrera actriu argentina nominada
- 2012
  - La categoria de direcció artística passa denominar-se disseny de producció i la de maquillatge, maquillatge i pentinat
  - Amour és la desena i darrera pel·lícula de parla no anglesa (única austríaca) nominada al premi a la millor pel·lícula
  - Brenda Chapman és la primera directora que guanya l'Oscar a la millor pel·lícula animada
  - Quvenzhané Wallis és la nominada més jove (9 anys) a la categoria de millor actriu i la primera nascuda al segle XXI
  - Emmanuelle Riva és la nominada a actriu principal més gran (85 anys)
  - Ben Affleck és el quart i darrer director no nominat al seu premi i guanyador al de la millor pel·lícula
  - Per Hallberg & Karen Baker Landers i Paul N.J. Ottosson, únic empat al premi de millor edició de so
  - Daniel Day-Lewis és el actor amb més premis principalsː 3
  - Denzel Washington és el actor negre amb més nominacions a actor principal (4) i secundari (2)
  - T. J. Martin és la primera persona negra guanyadora d'un Oscar al millor documental
  - Christoph Waltz és l'únic nominat i guanyador al premi d'actor secundari interpretant en 3 llengües (alemany, francès i italià) dues vegades
  - Barkhad Abdi és l'únic actor somali nominat
  - Lupita Nyong'o és l'única actriu africana nominada a secundària
  - Claudio Miranda és l'únic xilè guanyador de l'Oscar a la millor fotografia
  - No és l'única xilena nominada a millor pel·lícula de parla no anglesa
- 2013
  - La grande bellezza és l'onzena italiana en guanyar el premi a la millor pel·lícula de parla no anglesa
  - Lupita Nyong'o, novena i darrera dona que guanya el premi a la millor actriu secundària en la seva primera pel·lícula i primera negra africana guanyadora
  - Steve McQueen és el primer realitzador negre guanyador de l'Oscar a la millor pel·lícula
  - Daniel Day-Lewis és l'únic home guanyador de 3 Oscar al millor actor
  - Steven Spielberg és el productor amb més nominacionsː 9
  - Meryl Streep és l'actriu més vegades nominada al premi principalː 15
  - Alfonso Cuarón és l'únic que va guanyar els premis de director i muntatge amb la mateixa pel·lícula (Gravity), el primer director llatinoamericà premiat i l'únic amb oscar de muntatge[16]
  - American Hustle és la tercera i darrera pel·lícula amb les 4 nominacions interpretatives i sense cap premi[17]
  - Bradley Cooper i Jennifer Lawrence son el quart i cinquena (i darrers) actors nominats en 2 de les 15 pel·lícules amb les 4 nominacions interpretatives i David O. Russell l'únic director
  - David O. Russell és el cinquè i darrer director de 2 pel·lícules amb les 5 nominacions "grans" (pel·lícula, director, actor, actriu i guió) i el tercer i darrer guionista amb els mateixos termes
  - Chiwetel Ejofor, primer actor principal britànic negre nominat
  - Barkhad Abdi, segon actor negre africà (primer somali) nominat
  - Hans Zimmer és el segon compositor en 4 films amb l'Oscar a la millor pel·lícula
  - Argo és la guanyadora amb el títol més curt, empata amb Gigi[18]
  - The Square és l'únic documental africà nominat
  - Catherine Martin és la persona australiana amb més nominacions (3) i més premis (2) a la direcció artística
- 2014
  - Alfonso Cuarón és el primer realitzador llatinoamericà guanyador del premi al millor director
  - Jennifer Lawrence és l'actriu més jove (23 anys) en ser 3 vegades nominada[19]
  - Meryl Streep és l'actriu més vegades nominada (19) a premis interpretatius
  - Woody Allen és el guionista original amb més nominacionsː 16
  - Robert Duvall és el cinquè i darrer actor nominat 4 vegades a secundari
  - Oprah Winfrey és la primera productora negra nominada
  - Alejandro G. Iñárritu és el primer director mexicà d'una guanyadora a la millor pel·lícula
  - Timbuktu és l'única mauritana nominada a l'Oscar de parla no anglesa
  - Lupita Nyong'o és l'única actriu mexicana guanyadora del premi secundari
  - The Reaper és el primer documental curt nicaragüenc nominat
  - Martín Hernández és el primer llatinoamericà (mexicà) nominat a millor edició de so
  - Alejandro González Iñárritu (mexicà), Nicolás Giacobone i Armando Bó (argentins) són els únics llatinoamericans guanyadors de l'Oscar al millor guió original
- 2015
  - Alejandro González Iñárritu, tercer i darrer director en guanyar 2 anys seguits el premi de la categoria i primer llatinoamericà (mexicà) en guanyar 2 Oscar a la direcció[20]
  - Emmanual Lubezki rep el tercer premi consecutiu a la millor fotografia, cas únic i és el llatinoamericà (mexicà) més nominat (8) i premiat (3)
  - Ennio Morricone és el compositor més gran (87) guanyador de la millor banda sonora
  - Mad Max: Fury Road i The Revenant són les quarta i cinquena (i darreres) pel·lícules nominades a les 7 categories tècniques
  - Mad Max: Fury Road és la segona i darrera seqüela nominada a millor pel·lícula sense que la seva predecessora ho haguera sigut
  - The Weeknd i DaHeala són els primers negres canadencs nominats a millor cançó original
  - Leonardo DiCaprio és l'únic nominat i premiat a un Oscar interpretatiu en llengua pawnee
  - Howard Shore és el tercer i darrer compositor en 4 films amb l'Oscar a la millor pel·lícula
  - Margaret Sixel és l'única persona africana (sud-africana) nominada y guanyadora del premi al muntatge
  - El abrazo de la serpiente és l'única colombiana nominada a millor pel·lícula de parla no anglesa
  - Boy & the world és l'única llatinoamericana (brasilera) nominada a millor pel·lícula d'animació
  - Bear story és l'únic curtmetratge d'animació llatinoamericà (xilè) nominat i premiat
  - Cate Blanchett és l'australiana més vegades nominada (4) a millor actriu
  - John Seale és l'australià més vegades nominat (5) al premi de fotografia
  - David White és l'únic australià nominat i premiat a la millor edició de so (per Mad Max: Fury Road)[21]
- 2016
  - Jennifer Lawrence és l'actriu més jove (25 anys) en ser nominada 4 vegades[22]

## Nom
L'origen del nom «Óscar» és encara molt debatut. En una biografia de l'actriu Bette Davis s'afirma que l'estatueta va ser nomenada com a tal en honor del seu primer espòs, Oscar Nelson. Una de les primeres mencions de l'estatueta com «l'Oscar» es remunta al 1934, en un article realitzat per la revista TIME sobre la sisena cerimònia de premis. El 1932, Walt Disney va citar haver agraït a l'Acadèmia per l'Oscar que va guanyar aquell mateix any.
Una versió molt estesa sobre el nom de l'estatueta va tenir origen l'any 1931, quan la secretària executiva de l'Acadèmia, Margaret Herrick, va veure per primera vegada el premi i va fer una referència amb el seu «oncle Óscar» (sobrenom pel seu cosí Oscar Pierce). El columnista Sidney Skolsky, que va estar present quan Margaret Herrick va nomenar l'estatueta, va adoptar el nom a un dels seus articles el qual deia: «els empleats han nomenat afectuosament la seva famosa estatueta com Óscar ».
Finalment, el 1939, el premi va ser anomenat oficialment «Óscar» per l'AMPAS. Una altra versió sobre l'origen del nom es va originar amb Eleanor Lilleberg, secretària executiva de Louis B. Mayer, la qual en veure l'estatueta va exclamar: «s'assembla al rei Óscar II!».

## Categories
Per a més informació, llegiu la pàgina: llista per categories.

### Generals
- Oscar a la millor pel·lícula
- Oscar al millor director
- Oscar al millor actor
- Oscar a la millor actriu
- Oscar al millor guió original

### Específiques
- Oscar al millor actor secundari
- Oscar a la millor actriu secundària
- Oscar al millor guió adaptat
- Oscar a la millor fotografia
- Oscar al millor muntatge
- Oscar a la millor banda sonora
- Oscar a la millor cançó original
- Oscar a la millor direcció artística
- Oscar al millor vestuari
- Oscar al millor maquillatge
- Oscar al millor so
- Oscar a la millor edició de so
- Oscar als millors efectes visuals
- Oscar a la millor pel·lícula de parla no anglesa
- Oscar a la millor pel·lícula d'animació
- Oscar al millor documental
- Oscar al millor curtmetratge

### Especials
- Oscar honorífic
- Premi Humanitari Jean Hersholt

## Estadístiques

### Pel·lícules amb més premis
- 11 premis: Titanic
- 11 premis: Ben Hur
- 11 premis: El senyor dels anells: El retorn del rei
- 10 premis: Allò que el vent s'endugué
- 10 premis: West Side Story

### Pel·lícules guanyadores dels 5 premis generals
- 1934: Va succeir una nit
- 1975: Algú va volar sobre el niu del cucut
- 1991: El silenci dels anyells

### Pel·lícules amb més candidatures
- 14 candidatures: Tot sobre Eva (6 premis)
- 14 candidatures: Titanic (11 premis)[27]
- 14 candidatures: La la land (6 premis)[28]
- 13 candidatures: Allò que el vent s'endugué (8 premis)[29]
- 13 candidatures: D'aquí a l'eternitat (8 premis)
- 13 candidatures: Shakespeare in Love (7 premis)[30]
- 13 candidatures: Chicago (6 premis)
- 13 candidatures: Forrest Gump (6 premis)
- 13 candidatures: Mary Poppins (5 premis)
- 13 candidatures: Qui té por de Virginia Woolf? (5 premis)
- 13 candidatures: El senyor dels anells: La germandat de l'anell (4 premis)
- 13 candidatures: El curiós cas de Benjamin Button (3 premis)
- 12 candidatures: Ben Hur (11 premis)[31]
- 12 candidatures: El pacient anglès (9 premis)
- 12 candidatures: My Fair Lady (8 premis)
- 12 candidatures: La llei del silenci (8 premis)
- 12 candidatures: Ballant amb llops (7 premis)
- 12 candidatures: Patton (7 premis)
- 12 candidatures: La llista de Schindler (7 premis)
- 12 candidatures: Mrs. Miniver (6 premis)
- 12 candidatures: Gladiator (5 premis)
- 12 candidatures: La cançó de Bernadette (4 premis)
- 12 candidatures: El discurs del rei (4 premis)
- 12 candidatures: A Streetcar Named Desire (4 premis)
- 12 candidatures: Becket (1 premi)
- 12 candidatures: Johnny Belinda (1 premi)
- 12 candidatures: The Bells of St. Mary's (1 premi)
- 12 candidatures: Rojos (3 premis)
- 12 candidatures: The Revenant
- 11 candidatures: El senyor dels anells: El retorn del rei (11 premis)[32]
- 11 candidatures: West Side Story (10 premis)
- 11 candidatures: Amadeus (8 premis)
- 11 candidatures: Gandhi (8 premis)
- 11 candidatures: Memòries d'Àfrica (7 premis)
- 11 candidatures: El padrí II (6 premis)
- 11 candidatures: Star Wars Episodi IV: Una Nova Esperança (6 premis)
- 11 candidatures: Oliver! (5 premis)
- 11 candidatures: L'aviador (5 premis)
- 11 candidatures: La força de la tendresa (5 premis)
- 11 candidatures: Saving Private Ryan (5 premis)[33]
- 11 candidatures: El padrí (3 premis)[34]
- 11 candidatures: Julia (3 premis)
- 11 candidatures: Sunset Boulevard (3 premis)
- 11 candidatures: Els judicis de Nuremberg (2 premis)
- 11 candidatures: Rebecca (2 premis)
- 11 candidatures: El sergent York (2 premis)
- 11 candidatures: Mr. Smith va a Washington (1 premi)
- 11 candidatures: Chinatown (1 premi)
- 11 candidatures: The Pride of the Yankees (1 premi)
- 11 candidatures: El color púrpura (0 premis)
- 11 candidatures: The Turning Point (0 premis)